# Итатский
Ита́тский (Итат) — посёлок городского типа в Тяжинском районе Кемеровской области России, административный центр Итатского городского поселения.

## География
Посёлок находится возле реки Итатка (приток Чулыма), по имени которой и получил название. Расстояние до областного центра (Кемерово) — 250 км. Расположен вдоль федеральной автотрассы М-53 Новосибирск — Иркутск. 
В посёлке находится железнодорожная станция Итат.

## История
Село Итат было основано в 1773 году белорусскими крестьянами-переселенцами. В период с 1924 по 1932 год и с 1946 по 1960 год село Итат являлось центром Итатского района. Решением Кемеровского ОИК № 907а от 30 сентября 1958 года населённый пункт Итат Итатского района, включая деревню Некрасовку, отнесен к категории рабочих поселков, с присвоением наименования «Итатский».
Планировалось, что недалеко от посёлка будет построен город.

## Население
| 1959  | 1970  | 1979  | 1989  | 2002  | 2009  | 2010  |
| ----- | ----- | ----- | ----- | ----- | ----- | ----- |
| 5898  | ↘5409 | ↘5014 | ↗5121 | ↘4343 | ↘4082 | ↘3726 |
| 2011  | 2012  | 2013  | 2014  | 2015  | 2016  | 2017  |
| ↘3721 | ↘3642 | ↘3552 | ↘3472 | ↘3384 | ↘3299 | ↘3228 |
| 2018  | 2019  | 2020  | 2021  |       |       |       |
| ↘3155 | ↘3099 | ↘3026 | ↘2632 |       |       |       |